# No Angel (It’s All in Your Mind)
No Angel (It’s All in Your Mind) (engl. für „Kein Engel (Es ist alles in deinem Kopf)“) ist ein Popsong der deutschen Girlgroup No Angels. Das Lied wurde von den britischen Musikern Tim Hawes, Pete Kirtley und Liz Winstanley geschrieben und im April 2003 als erste Singleauskopplung ihres dritten Studioalbums Pure (2003) veröffentlicht. Als vierte Single der Band erreichte No Angel (It’s All in Your Mind) Platz eins der deutschen Singlecharts.

## Hintergrund
No Angel (It’s All in Your Mind) wurde von den britischen Musikern Liz Tim Hawes, Pete Kirtley und Liz Winstanley komponiert. Das Lied war einer von zahlreichen Vorschlägen, die der Band im Vorfeld der Aufnahmen zu ihres dritten Studioalbums Pure (2003) vorgelegt und zur Veröffentlichung angeboten worden waren. Die Produktion der späteren No-Angels-Version übernahm das deutsche Produzenten-Trio Perky Park, bestehend aus Arno Kammermeier, Peter Hayo und Walter Merziger, gemeinsam mit A&R-Manager Nik Hafemann, der darüber hinaus als Arrangeur fungierte. Gitarrenklänge spielte Thomas Blug ein. Eingesungen wurde der Song in den Weryton Studios in München; die Abmischung erfolgte in den Perky Park Studios in Berlin. Weltpremiere feierte der Song bei der Bravo Super Show am 8. März 2003 in der Kölnarena.
No Angel (It’s All in Your Mind) wurde am 22. April 2003 als Doppel-A-Single mit einer Coverversion des Shocking-Blue-Hits Venus veröffentlicht, die die Band im Rahmen eines Werbedeals mit dem Hygieneartikelhersteller Gillette aufgenommen hatte.

## Musikvideo

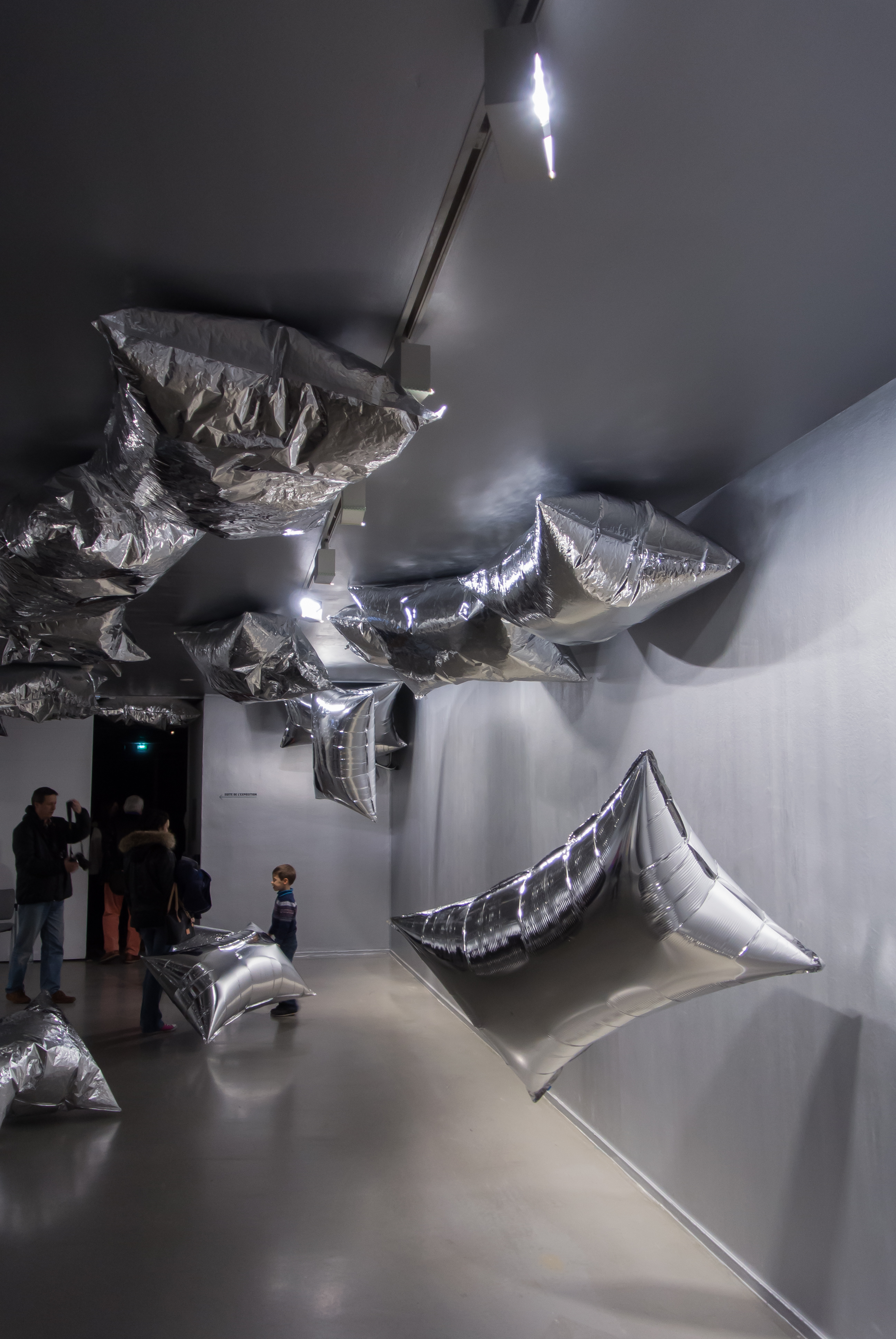
Das Video zu No Angel wurde von Andy Warhols Silver Clouds-Installation inspiriert.

Das Musikvideo zu No Angel (It’s All in Your Mind) wurde am 22. März 2003 in Berlin gedreht. Für die Regie konnte erneut Musikvideoregisseur Marcus Sternberg verpflichtet werden, der sich im Vorjahr bereits für die Herstellung der Clips zu Something About Us, Still in Love with You und Let’s Go to Bed verantwortlich gezeigt hatte. Seine Marcus Sternberg Filmproduktion trat daher ebenfalls wieder als Produzentin in Erscheinung. Die Dreharbeiten dauerten 17 Stunden; als Kulisse fungierte eine 100 Quadratmeter große Loftwohnung im Ortsteil Tempelhof. Die Idee zum Video steuerte Sternberg bei, der maßgeblich durch den amerikanischen Künstler Andy Warhol und dessen Pop-Art-Arbeiten wie der Silver Clouds-Installation inspiriert wurde. Der in weiten Teilen silberfarben gehaltene Clip zu No Angel (It’s All in Your Mind), für dessen Kulisse mehrere Hundert Meter Alufolie verarbeitet wurden, bedient sich daher folglich starken 1960er-Jahre-Einflüssen.

## Single
Maxi-Single
| Nr. | Titel                                            | Autor(en)                               | Produzent(en)               | Länge |
| --- | ------------------------------------------------ | --------------------------------------- | --------------------------- | ----- |
| 1.  | No Angel (It’s All In Your Mind) (Radio Version) | Tim Hawes, Pete Kirtley, Liz Winstanley | Perky Park, Nik Hafemann    | 3:12  |
| 2.  | No Angel (It’s All In Your Mind) (Video Mix)     | Hawes, Kirtley, Winstanley              | Park, Hafemann              | 3:22  |
| 3.  | No Angel (It’s All In Your Mind) (Rock Version)  | Hawes, Kirtley, Winstanley              | Park, Hafemann              | 3:12  |
| 4.  | Venus (Main Version)                             | Robbie van Leeuwen                      | Thorsten Brötzmann, Jeo (a) | 2:54  |
| 5.  | Venus (House Version)                            | van Leeuwen                             | Brötzmann, Jeo (a)          | 3:00  |

## Mitwirkende
- Nadja Benaissa – Gesang
- Thomas Blug – Gitarre
- Lucy Diakovska – Gesang
- Pete Kirtley – Komponist, Liedtexter
- Nik Hafemann – Arrangeur, Produzent
- Tim Hawes – Komponist, Liedtexter
- Sandy Mölling – Gesang
- Perky Park – Produzent
- Vanessa Petruo – Gesang
- Liz Winstanley – Komponist, Liedtexter

## Charts und Chartplatzierungen
In Deutschland konnte sich das Lied als vierte Auskopplung der Band sowie dritte Leadsingle in Folge auf Platz eins der deutschen Singlecharts platzieren. Die Single hielt sich insgesamt neun Wochen in den Charts und erreichte ferner Rang 73 der deutschen Jahrescharts. In Österreich gelang No Angel (It’s All in Your Mind) mit Platz 10 als sechste Single der Band der Einstieg in die Top Ten der Charts. Das Lied hielt sich dort elf Wochen in den Ranglisten. In der Schweiz konnte das Lied nicht an den Erfolg früherer Leadsingles anknüpfen und platzierte sich auf Rang 46.
| ChartsChartplatzierungen | Höchstplatzierung | Wochen |
| ------------------------ | ----------------- | ------ |
| Deutschland (GfK)        | 1 (9 Wo.)         | 9      |
| Österreich (Ö3)          | 10 (11 Wo.)       | 11     |
| Schweiz (IFPI)           | 46 (7 Wo.)        | 7      |

| ChartsJahrescharts (2003) | Platzierung |
| ------------------------- | ----------- |
| Deutschland (GfK)         | 73          |